# Adzjyholskyj fyr
Adzjyholskyj fyr (ukrainska: Аджигольський маяк) är en sektorfyr på en liten ö i Dnipro-Buh-estuariet just utanför Dneprs floddelta, 30 kilometer väster om staden Cherson i Ukraina. Den byggdes 1911 av den ryska ingenjören Vladimir Sjuchov och är landets högsta fyr.

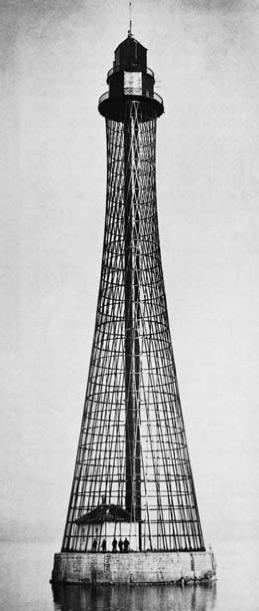
Fyren 1911

Fyren, som tändes första gången år 1915, har formen av en hyperboloid och är byggd i fackverk av stål på en sockel av betong. Tornet har en diameter på 18 meter längst ner och 7 meter högst upp och fyrlyktan är sexkantig med pyramidtak. Ett rör av stål med  en spiraltrappa inuti leder från sockeln till fyrlyktan.
Fyrvaktarbostaden är placerad inuti fyren.

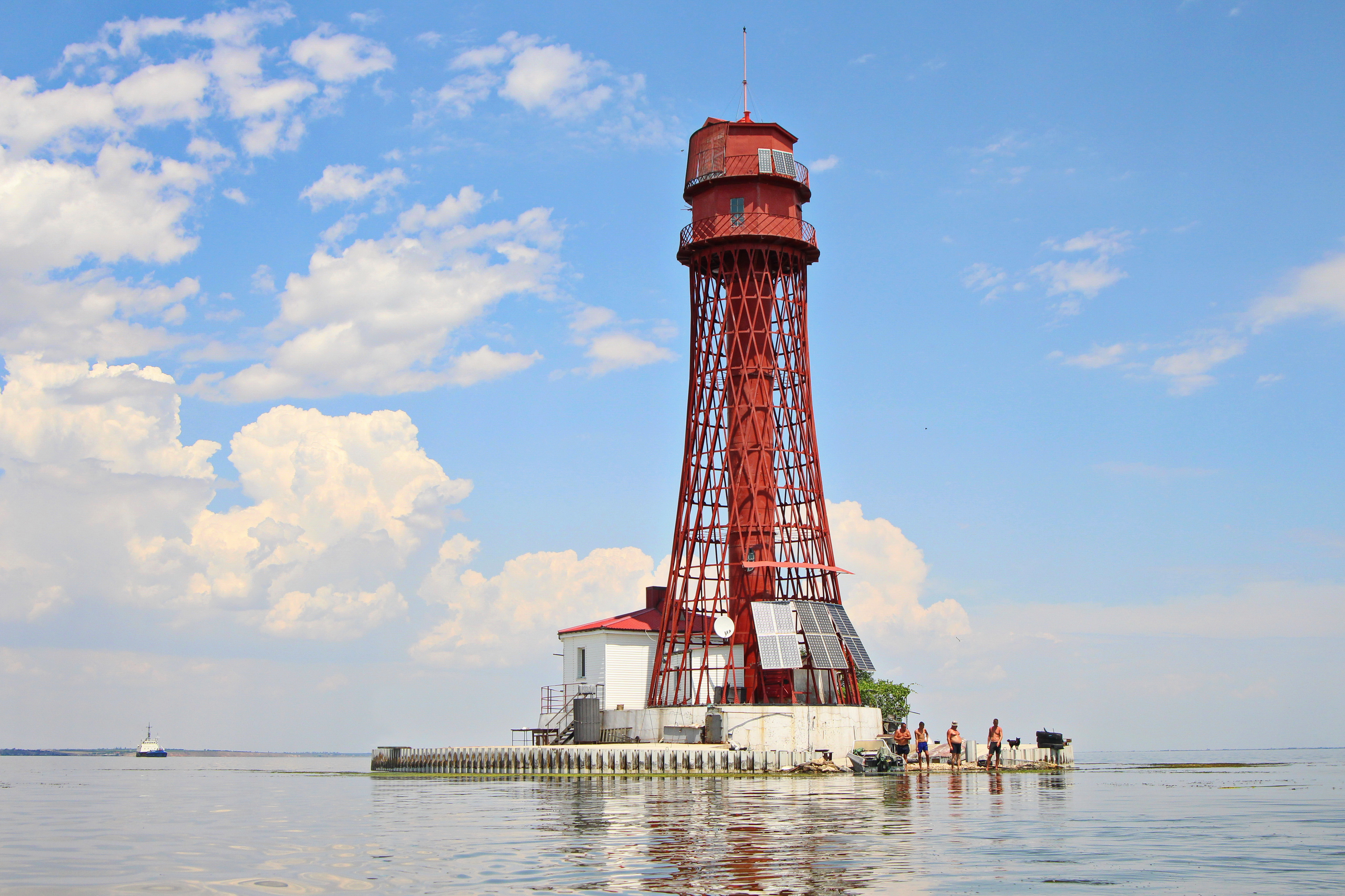
Lilla Adzjyholskyj fyr

Tillsammans med Lilla Adzjyholskyj fyr, som är av samma typ men bara 26 meter hög, vägleder fyren fartygen in i Dnepr.
Fyrplatsen kan endast nås med båt. Den är öppen för besökare, men själva fyren är stängd.